# Dysphania sumatrensis
Dysphania sumatrensis är en fjärilsart som beskrevs av Fawcett 1910. Dysphania sumatrensis ingår i släktet Dysphania och familjen mätare. Inga underarter finns listade i Catalogue of Life.